# 五覺大戰
《五覺大戰》（英語：Battle of the Senses）是香港電視廣播有限公司拍攝製作的遊戲節目，以錄影轉播形式播出，全節目共17集，由錢嘉樂、洪天明和金剛擔任主持，以及由神獸天使擔任助手，於電視廣播城一廠拍攝。
五覺指視覺、聽覺、味覺、嗅覺及觸覺。
本節目於2012年2月19日首播，逢星期日21:00-22:00在翡翠台、高清翡翠台及myTV播出，及於myTV提供節目重溫。本節目的最後兩集為海外特別版，在新加坡進行錄影。

## 主持陣容
節目主持：
- 錢嘉樂（班主）
- 洪天明（馴獸師）
- 金　剛（小丑）

「神獸天使」：
- 「講唔猿」- 白　雲
- 「招財貓」- 張嘉汶
- 「騰騰雞」- 蔡慧欣
- 「心思獅」- 馮秀華
- 「珍豬仔」- 黃梓柔
- 「唔持狗」- 胡中慧
- 「嘴刁雕」- 劉蔚萱
- 「蛇蛇Gwer」- 陳芷尤

## 遊戲環節

### 「五覺套餐」
- 挑戰：五覺（視覺、聽覺、味覺、嗅覺、觸覺）
- 其中四位或五位神獸天使將會為嘉賓進行聽覺、視覺、嗅覺、味覺及嗅覺的考驗，嘉賓若答中全部問題將可以得到金元寶一個。

### 「飄移昅昅會」
- 挑戰：視覺
- 八位天使化身成不同職業，坐在車廂。當錢嘉樂進行賽車飄移時，天使須完成指定任務。嘉賓要利用視覺去留意片段發生的一切，並回答相關問題。答中較多者勝出。
- 由第九集開始，每集均會邀請一位女藝人化身成不同角色完成指定任務。
- 第十六集及第十七集（特別版）易名為「旋轉木馬昅昅會」，玩法亦有所不同。
  - 第1集：騰騰雞 扮演 護士
  - 第2集：珍豬仔 扮演 新娘
  - 第3集：講唔猿 扮演 空姐
  - 第4集：蛇蛇Gwer 扮演  啦啦隊
  - 第5集：招財貓 扮演  酒吧女郎
  - 第6集：心思獅 扮演  女僕
  - 第7集：嘴刁雕 扮演  OL
  - 第8集：唔持狗 扮演  學生
  - 第9集：高海寧 扮演  紫荊俠
  - 第10集：沈卓盈 扮演  攝影師
  - 第11集：何傲兒 扮演 網球手
  - 第12集：張慧雯 扮演 Star Lady
  - 第13集：樂瞳 扮演 大使
  - 第14集：（第1回合）張嘉兒 扮演 神奇女俠
  - 第14集：（第2回合）洪天明 扮演 新娘
  - 第15集：（第1回合）劉俐 扮演 酒樓知客
  - 第15集：（第2回合）金剛 扮演 肚皮舞女郎

### 「孖你估大细」
- 挑戰：視覺

考验嘉宾的眼力，一对孖仔或孖女首先会作自我介绍，接著表演一段跳舞，嘉宾们要分别谁是大孖，谁是细孖？

### 「全身大手查」
- 挑戰：觸覺

組員1要根據題目去擺出姿勢或動作，組員2要蒙著雙眼，利用雙手去觸摸組員1的身體，估出他要表達的是什麼動作。

### 「黑暗摩摩查」
- 挑戰：觸覺
- 第十六集及第十七集特別版將易名為「卡通摩摩查」，並重新編改玩法。

玩法一：嘉賓於限時之内一組人一起進入黑房内遊戲。嘉賓於黑房内，要利用觸覺完成三個任務。較快完成任務的一組爲之勝出。

玩法二：每組派兩個代表進入黑房内遊戲。嘉賓要於限時之内，根據主持人的旁述，以及利用觸覺去演繹一個故事。較快完成的一組為之勝出。

### 「聞一聞，嗦一嗦」
- 挑戰：嗅覺，聽覺
- 嘉賓的左右兩邊會有兩位廚師同時在炒東西，組員要憑嗅覺、聽覺，分辨哪一邊是死物，哪一邊是真正的食物，並回答當中的食物是甚麼。

### 「好學唔學學金剛」
- 挑戰：聽覺
- 金剛會用他獨特的廣東話來唱廣東歌。嘉賓要利用聽覺留意金剛的唱法，然後模仿他唱歌，賽後由言語治療師評分，得分最高者勝出。

比賽結果如下：
| 集數 | 歌曲                                                               | 嘉賓（成績）  | 嘉賓（成績）  | 勝出嘉賓 |
| 01   | 熱力節拍Wou Bom Ba，原唱：草蜢、湯寶如、劉小慧、關淑怡             | 呂慧儀（4分） | 阮兆祥（9分） | 阮兆祥   |
| 02   | 愛情陷阱，原唱：譚詠麟                                             | 江欣燕（8分） | 黃宗澤（8分） | 打和     |
| 04   | 紅日，原唱：李克勤                                                 | 小肥（8分）   | 麥長青（5分） | 小肥     |
| 05   | 舊歡如夢，原唱：李克勤                                             | 王祖藍（9分） | 朱咪咪（8分） | 王祖藍   |
| 06   | 浮誇，原唱：陳奕迅                                                 | 鄭融（6分）   | 八両金（8分） | 八両金   |
| 07   | 唱這歌，原唱：郭富城                                               | 布志綸（8分） | 胡蓓蔚（9分） | 胡蓓蔚   |
| 08   | 花花宇宙，原唱：陳慧琳                                             | hotcha（7分） | 林盛斌（9分） | 林盛斌   |
| 09   | Monica，原唱：張國榮                                               | 方力申（8分） | 吳家樂（7分） | 方力申   |
| 10   | 煞科，原唱：鄭秀文                                                 | 鄭欣宜（8分） | 歐陽靖（6分） | 鄭欣宜   |
| 11   | 鐵幕誘惑，原唱：郭富城                                             | 尹光（7分）   | 楊詩敏（8分） | 楊詩敏   |
| 12   | 獨自去偷歡，原唱：劉德華                                           | 黎諾懿（8分） | 林子善（7分） | 黎諾懿   |
| 13   | 眼睛想旅行，原唱：黎明                                             | 鄧梓峰（6分） | 林曉峰（8分） | 林曉峰   |
| 14   | 頭髮亂了，原唱：張學友                                             | 王君馨（7分） | 陸永（8分）   | 陸永     |
| 15   | Medley：活著VIVA／狂野之城／隆重登場，原唱：謝霆鋒、郭富城、容祖兒 | 謝天華（7分） | 陳小春（7分） | 打和     |
| 17   | 三分鐘放縱，原唱：草蜢                                             | 曾志偉（8分） | 方力申（3分） | 曾志偉   |

### 「死剩把口」
- 挑戰：聽覺，視覺
- 每組派代表以聲音演繹圖畫上的物件，其他組員要憑聽覺估出正確答案。限時内估中較多者爲之勝出。

### 「黑暗耍盲雞」
- 挑戰：聽覺
- 每組需派一名代表進入黑房，組員一要捉黑房內的目標，組員二要以四個前、後、左、右的代號去提示目標的位置，最快捉到目標為之勝出。

### 「毛慾無求閃避球」
- 挑戰：感覺
- 當主持人倒數完畢，粉紅色的吊球將會掉下來，站在前方的嘉賓需要靠感覺或嘉賓提示去閃避吊球，閃避超過3次就算贏。

### 「五觉列车」
- 挑戰：感覺
- 嘉賓須跳上滑輪車，哪一位嘉賓的滑輪車最接近紅線的就算贏，當超過紅線就要接受懲罰。

### 「口嗡嗡當秘笈」
- 挑戰：聽覺
- 每組的組員輪流於水中講一句說話及唱一首歌，其他組員要於限時之內估出該句說話及歌曲名字。

### 「五覺沙灘打排球」
- 挑戰：五覺
- 嘉賓需要邊接球，邊按照主題回答題目，勝方可決定下回合的題目。

### 「食過Find尋味」
- 挑戰：味覺，觸覺
- 嘉賓分別要蒙著眼，用味覺及觸覺試三款食物，然後在桌上十款的新加坡食物中，選出正確答案。

### 「飲完反轉再反轉」
- 挑戰：不詳，待更新
- 每組派三個代表，嘉賓需要先喝完一杯飲品，然後徒手將空杯彈在桌上而不倒下，最快完成遊戲者為之勝出。

### 「行差踏錯濕鬼晒」
- 挑戰：聽覺
- 組員一要以四個前、後、左、右的代號去提示組員二，組員二要蒙著眼，並將紙巾貼在身上，最快走過噴水柱，而保持紙巾不被弄濕者為之勝出。

### 「Double or Nothing」
- 當晚嘉賓將以該組的附加獎金作爲籌碼（可自行決定是否）挑戰主持人，然後以轉輪盤形式決定遊戲（而遊戲部分來自味分高下及耳分高下的身家大轉移）。如嘉賓挑戰成功，獎金不但可以Double（即有兩倍附加獎金），主持人還需要在身上拿掉一條"柴"。相反則會Nothing（即不會獲得任何附加獎金）。
- 輪盤遊戲包括：執骰、碌廁紙、除衫快、吸珍珠、踢拖鞋、夾波子、彈彈波、篤早餐、抽啤牌、揭日曆、搖牙籤、咬蘋果、求籤、撻火機、劃火柴、開薯片(未玩過)、塞提子(未玩過)、篤魚蛋(未玩過)。新加入的有彈水樽、叉意粉。

以下是主持人挑戰失敗次數（註：主持人挑戰失敗一次 = -1柴）
| 主持人 | 挑戰失敗次數 |
| 錢嘉樂 | 13           |
| 洪天明 | 9            |
| 金剛   | 14           |

最後， 最少柴的主持人就是 "廢柴" ，（而金剛 就是"廢柴"）。

## 每集內容
| 集數 | 播映日期      | 標題                            | 嘉賓                                                                                                   |
| 1    | 2012年2月19日 | 五覺馬戲班首次開Show            | 東西宮組：郭晉安、呂慧儀、陳敏之 林元祥組：林莉、元華、阮兆祥                                          |
| 2    | 2012年2月26日 | 推出新環節「孖你估大細」        | 老中青組：許紹雄、糖妹、江欣燕 Chok爆鏡組：李思捷、高海寧、黃宗澤                                      |
| 3    | 2012年3月4日  | 再添新環節「全身大手查」        | 煒哥油Jim多組：陳煒、詹瑞文、賈曉晨 美女伴田雞組：田啟文、周家蔚、葉翠翠                               |
| 4    | 2012年3月11日 | 歌、影、視三方殺入《五覺大戰》  | 舉重組：杜汶澤、江若琳、小肥 36組：羅仲謙、麥長青、周秀娜                                              |
| 5    | 2012年3月18日 | 五覺高矮鬥                      | Super Model組：王祖藍、莊思敏、Mandy Lieu 斌斌瞳咪咪組：黃德斌、樂瞳、朱咪咪                           |
| 6    | 2012年3月25日 | 「嬲」字幫與「姦」字派對決      | 姦字組：田蕊妮、李詩韻、鄭融 嬲字組：八両金、陳柏宇、葉熙祺                                            |
| 7    | 2012年4月8日  | 樂壇新、舊勢力大混戰            | 樂壇名燈組：羅敏莊、胡蓓蔚、單立文 少壯rock and roll組：何佩瑜、布志綸、林德信、詩雅                   |
| 8    | 2012年4月22日 | Bob歌聲襲五覺馬戲班             | 鴻cha加Sita組：張紋嘉（Crystal）、黎美言（Winkie）、陳僖儀、郭政鴻 詩詠Bob李蘊組：唐詩詠、林盛斌、李蘊 |
| 9    | 2012年4月29日 | 高海寧化身紫荊俠劫富濟貧        | 家嘉關心組﹕關心妍、吳家樂、張嘉兒 妮琪水立方組﹕方力申、張美妮、貝安琪                                |
| 10   | 2012年5月6日  | 推出新環節「黑暗耍盲雞」        | 宇宙最強組：鄭欣宜、許廷鏗、吳若希 太空最勁組：歐陽靖、林欣彤、姚子羚                                  |
| 11   | 2012年5月20日 | 縮水版盧覓雪領軍殺入戰場        | 光朱Miki組：朱晨麗、楊愛瑾、尹光 尊蝦Carol組：鄧兆尊、楊梓瑤、楊詩敏                                   |
| 12   | 2012年5月27日 | 舞王、美女大比拼                | 飄移舞王組：黎諾懿、何傲兒、沈卓盈 林善美女組：林子善、許亦妮、董敏莉                                  |
| 13   | 2012年6月3日  | 林曉峰踩場玩轉五覺馬戲班        | Lo粗組：林曉峰、朱慧敏、陳靜 十夏十夏組：鄧梓峰、林夏薇、郭少芸                                        |
| 14   | 2012年6月10日 | 中華農夫Vs香港舞男              | 中華農夫組：陸永權（6 Wing）、鄭詩君（C君）、李亞男、楊秀惠 香港舞男組：胡渭康、狄易達、王君馨、陳庭欣 |
| 15   | 2012年6月17日 | 「獎門人」大軍殺入五覺馬戲班    | 獎門人隊：曾志偉、陳小春、湯盈盈、梁靖琪、鍾麗淇 千奇百趣組：阮小儀、森美、謝天華、鄧麗欣              |
| 16   | 2012年6月24日 | 五覺大戰世界巡迴演出 - 新加坡站 | 獎門人隊：曾志偉、汤盈盈、楊思琦、梁靖琪 中華方包隊：方力申、麥長青、黄馨慧、周家蔚                    |
| 17   | 2012年7月1日  | 「五覺大戰」終極格鬥            | 獎門人隊：曾志偉、汤盈盈、楊思琦、梁靖琪 中華方包隊：方力申、麥長青、黄馨慧、周家蔚                    |

## 收視
以下為本節目於香港無綫電視翡翠台及高清翡翠台之收視紀錄：
| 集數 | 日期          | 平均收視 | 最高收視 |
| ---- | ------------- | -------- | -------- |
| 1    | 2012年2月19日 | 28點     | 29點     |
| 2    | 2012年2月26日 | 28點     |          |
| 3    | 2012年3月4日  | 27點     |          |
| 4    | 2012年3月11日 | 27點     |          |
| 5    | 2012年3月18日 | 27點     |          |
| 6    | 2012年3月25日 | 26點     |          |
| 7    | 2012年4月8日  | 22點     |          |
| 8    | 2012年4月22日 | 28點     |          |
| 9    | 2012年4月29日 | 27點     |          |
| 10   | 2012年5月6日  | 27點     |          |
| 11   | 2012年5月20日 | 27點     |          |
| 12   | 2012年5月27日 | 28點     |          |
| 13   | 2012年6月3日  | 26點     |          |
| 14   | 2012年6月10日 | 27點     |          |
| 15   | 2012年6月17日 | 28點     |          |
| 16   | 2012年6月24日 | 27點     |          |
| 17   | 2012年7月1日  | 30點     |          |

## 記事
- 2012年4月1日：由於播映劇集《東西宮略》大結局，本節目暫停播映。
- 2012年4月15日：由於播映《第三十一屆香港電影金像獎頒獎典禮》，本節目暫停播映。
- 2012年5月13日：由於播映劇集《結·分@謊情式》大結局，本節目暫停播映。
- 2012年6月10日及17日：本節目播出時間加長，改為21:00-22:30播映。

## 外部連結
- 無綫電視節目網頁 - 五覺大戰（页面存档备份，存于）
- 《五觉大战》卖弄色情 透视高海宁肉搏走光天使
- TVB新節目《五覺大戰》被指賣弄色情像AV[永久]

## 電視節目的變遷
| 香港無綫電視翡翠台、高清翡翠台 星期日 21:00-22:00 時段                                                                                       | 香港無綫電視翡翠台、高清翡翠台 星期日 21:00-22:00 時段                                 | 香港無綫電視翡翠台、高清翡翠台 星期日 21:00-22:00 時段                                                         |
| --- | -------------------------------------------------------------------------------------- | --- |
| | 五覺大戰 （第1-6集） （2012.02.19 - 2012.03.25）                                       | |
| 缺宅男女（大結局） （香港首播版第29集，原裝版第29-30集） （2012.02.12）（21:00-23:00）                                                       | 東西宮略（大結局） （香港首播版第24集，原裝版第24-25集） （2012.04.01）（21:00-23:00） | |
| 香港無綫電視翡翠台、高清翡翠台 星期日 21:00-22:00 時段                                                                                       |                                                                                        | |
| 東西宮略（大結局） （香港首播版第24集，原裝版第24-25集） （2012.04.01）（21:00-23:00）                                                       | 五覺大戰 （第7集） （2012.04.08）                                                      | 第三十一屆香港電影金像獎頒獎典禮 （2012.04.15）（19:55-23:40）                                                 |
| 香港無綫電視翡翠台、高清翡翠台 星期日 21:00-22:00 時段                                                                                       |                                                                                        | |
| 第三十一屆香港電影金像獎頒獎典禮 （2012.04.15）（19:55-23:40）                                                                               | 五覺大戰 （第8-10集） （2012.04.22 - 2012.05.06）                                      | 結·分@謊情式（大結局） （香港首播版第136集，原裝版第137-139集） （2012.05.13）（21:00-22:30）                  |
| 香港無綫電視翡翠台、高清翡翠台 星期日 21:00-22:00 時段                                                                                       |                                                                                        | |
| 結·分@謊情式（大結局） （香港首播版第136集，原裝版第137-139集） （2012.05.13）（21:00-22:30）                                                | 五覺大戰 （第11-13集） （2012.05.20 - 2012.06.03）                                     | 五覺大戰 （第14-15集） （2012.06.10 - 2012.06.17）（21:00-22:30）                                              |
| 香港無綫電視翡翠台、高清翡翠台 星期日 21:00-22:30 時段                                                                                       |                                                                                        | |
| 五覺大戰 （第11-13集） （2012.05.20 - 2012.06.03）（21:00-22:00） 品味咖啡（第二輯） （第9-11集） （2012.05.20 - 2012.06.03）（22:00-22:30） | 五覺大戰 （第14-15集） （2012.06.10 - 2012.06.17）                                     | 五覺大戰 （第16-17集） （2012.06.24 - 2012.07.01）（21:00-22:00） 飛虎 （第1集） （2012.06.24）（22:00-23:45） |
| 香港無綫電視翡翠台、高清翡翠台 星期日 21:00-22:00 時段                                                                                       |                                                                                        | |
| 五覺大戰 （第14-15集） （2012.06.10 - 2012.06.17）（21:00-22:30）                                                                            | 五覺大戰 （第16-17集） （2012.06.24 - 2012.07.01）                                     | 環遊世界明星賽 （第1-5集） （2012.07.08 - 2012.08.05）                                                         |